# جورج إي. هود
جورج إي. هود (بالإنجليزية: George E. Hood)‏ هو محامي وسياسي أمريكي، ولد في 25 يناير 1875 في الولايات المتحدة، وتوفي في 8 مارس 1960 في الولايات المتحدة. حزبياً، نشط في الحزب الديمقراطي. وقد انتخب عضو مجلس نواب كارولينا الشمالية وانتخب عضو مجلس النواب الأمريكي.